# سرخس‌های ماتونیا
سرخس‌های ماتونیا (نام علمی: Matoniaceae) نام یک تیره از رده رده دم‌اسبی است.